# نيكو باركر
نيكو باركر (بالإنجليزية: Nico Parker)‏ هي ممثلة بريطانية، ولدت في 15 ديسمبر 2004 في لندن في المملكة المتحدة.

## وصلات خارجية
- نيكو باركر على موقع IMDb (الإنجليزية)
- نيكو باركر على موقع ميتاكريتيك (الإنجليزية)
- نيكو باركر على موقع روتن توميتوز (الإنجليزية)
- نيكو باركر على موقع ألو سيني (الفرنسية)
- نيكو باركر على موقع قاعدة بيانات الفيلم (الإنجليزية)